# Commission Mansholt
La commission Mansholt est la commission européenne dirigée du 22 mars 1972 au 5 janvier 1973 par Sicco Mansholt et qui succède à la commission Malfatti.

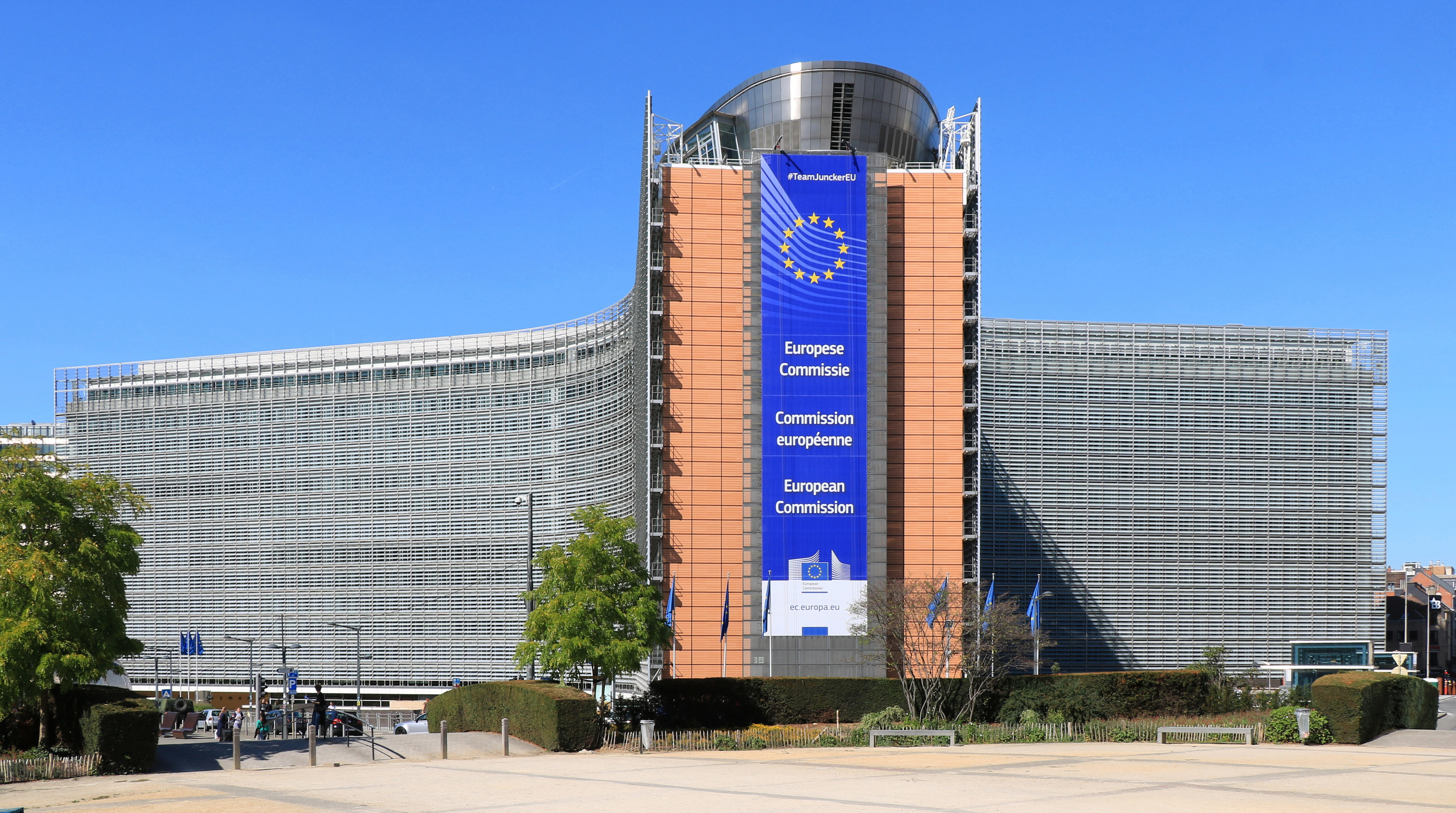
Siège de la Commission européenne à Bruxelles (Bâtiment Berlaymont).

## Membres de la Commission européenne 1972-1973
| Fonction                                                                                    | Commissaire              | État                 | Parti                 |
| ------------------------------------------------------------------------------------------- | ------------------------ | -------------------- | --------------------- |
| Président                                                                                   | Sicco Mansholt           | Pays-Bas             | PvdA                  |
| Vice-Président Marché Intérieur et Énergie                                                  | Wilhelm Haferkamp        | Allemagne de l'Ouest | SPD                   |
| Vice-Président Agriculture                                                                  | Carlo Scarascia-Mugnozza | Italie               | DC                    |
| Vice-Président Affaires économiques et monétaires                                           | Raymond Barre            | France               | UDF                   |
| Concurrence et Politique régionale                                                          | Albert Borschette        | Luxembourg           | indépendant           |
| Affaires sociales, Transports, Personnels et Administration, Budget et Contrôle financier   | Albert Coppé             | Belgique             | CVP                   |
| Relations extérieures et Commerce                                                           | Ralf Gustav Dahrendorf   | Allemagne de l'Ouest | FDP                   |
| Élargissement et Aide au développement                                                      | Jean-François Deniau     | France               | UDF                   |
| Affaires industrielles, technologies et scientifiques, à l'Éducation et à l'Union douanière | Altiero Spinelli         | Italie               | indépendant de gauche |

### Couleurs politiques
La couleur des cases indique la tendance politique du commissaire en utilisant le schéma suivant :
| gauche / socialiste   |
| droite / conservateur |
| libérale              |

## Compléments